# Riano
Riano és un comune (municipi) de la ciutat metropolitana de Roma, a la regió italiana de Laci. Està situat uns 20 km al nord de Roma, a la vall del riu Tíber, no gaire lluny de Veïs, l'antiga ciutat d'Etrúria. L'1 de gener de 2018 tenia 10.649 habitants. Limita amb els següents municipis: Castelnuovo di Porto, Monterotondo, Roma i Sacrofano.